# Liturgia (Antigua Grecia)

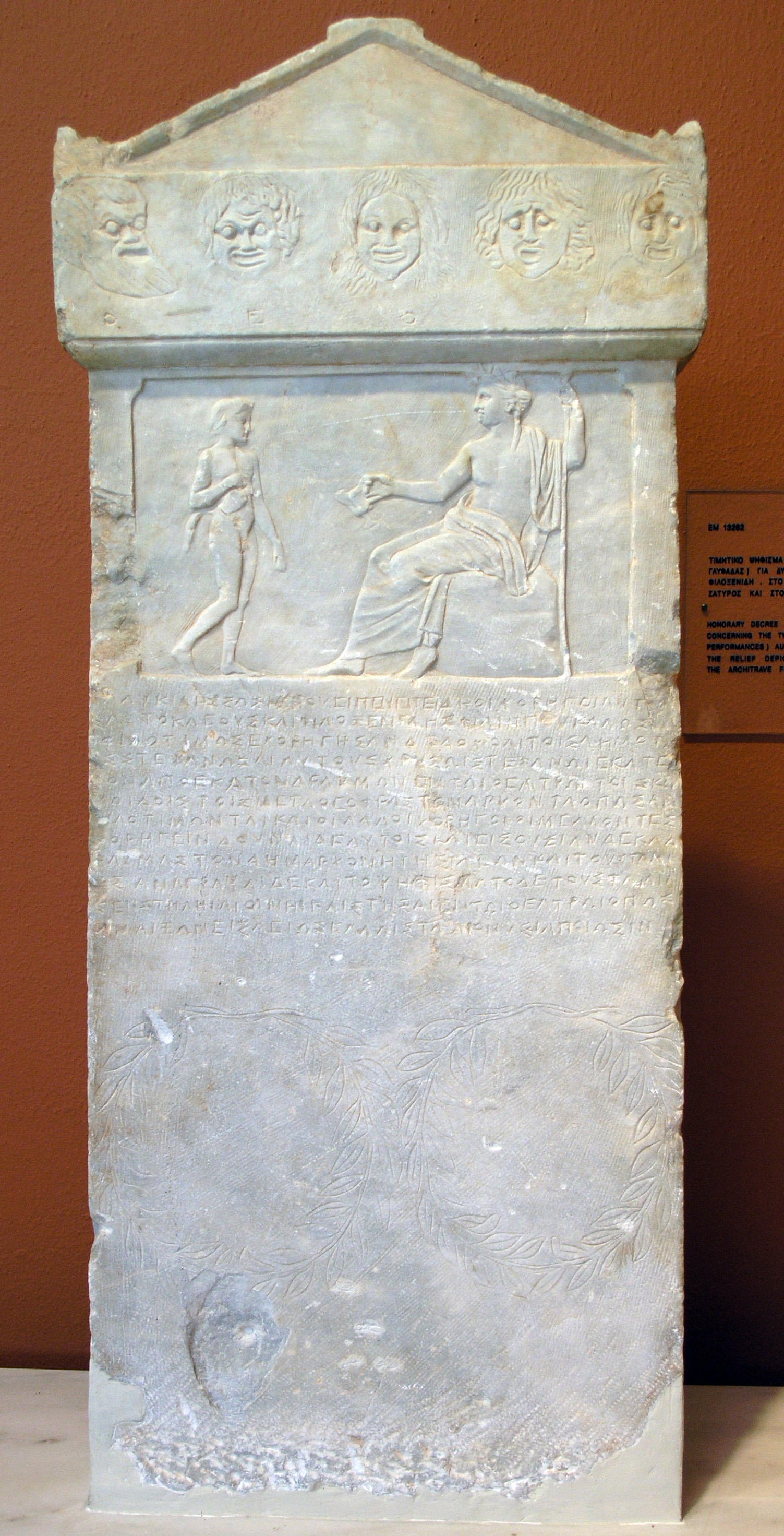
Decreto honorífico del demo de Aixone que conmemora a dos coregos, Auteas y Filoxénides, 312-313 a. C., Museo Epigráfico de Atenas.

La liturgia (del griego antiguo λειτουργία/leitourgía, de λαός/laós, «el pueblo» y de la raíz ἐργο ergo, «hacer, cumplir») en la Antigua Grecia era un servicio público obligatorio para los ciudadanos o metecos más ricos. Consistía en gestionar y financiar con recursos propios algunos cargos públicos: el de gimnasiarca (intendente del gimnasio), el de corego (pago a los miembros del coro del teatro) o el del trierarca (construcción y mantenimiento de un trirreme). Había dos clases litúrgicas oficiales: «los Mil Doscientos» y el grupo restringido de «los Trescientos». El arconte epónimo designaba entre ellos al que sería obligado a una liturgia.
Una liturgia representaba una carga financiera importante. Por esta razón, era frecuente que los ricos intentaran escapar de ella. La antídosis (en griego antiguo ἁντίδοσις, «intercambio») era uno de los medios. El liturgo tenía la posibilidad de denunciar a otro ciudadano que juzgara más rico que él, quien tenía la opción de aceptar la liturgia o poner en marcha un proceso. Al término de este último, el perdedor debía o bien asumir la liturgia o bien aceptar un intercambio de fortunas. Demóstenes describe una antídosis en el Contra Fenipo, mientras que el célebre discurso Sobre el intercambio de Isócrates fue compuesto con ocasión de uno de ellos.
La liturgia estaba legitimada por la idea de que «la riqueza personal no se poseía más que por delegación de la ciudad». Véase a Sócrates con el rico Critobulo en el Económico de Jenofonte: 

Además, veo que la ciudad te ha impuesto ya grandes contribuciones: el mantenimiento de un caballo, la coregía, la gimnasiarquía y la aceptación de presidencias: en caso de declararse una guerra, estoy seguro de que te impondrían los gastos de una trierarquía y unos gravámenes tan grandes que no podrías soportarlos fácilmente. Y en caso de que parezca que has quedado por debajo de las expectativas de los atenienses no te impondrían un castigo menor que si te hubieran sorprendido robándoles su dinero
Jenofonte, op. cit. ii.6

El sistema litúrgico se remonta a los primeros tiempos de la democracia ateniense y cayó progresivamente en desuso a finales del siglo IV a. C. y en la época helenística frente al desarrollo del evergetismo.

## Principio y tipología
La liturgia era uno de los modos de financiación privilegiada de la polis griega, en la medida en que permitía que cada gasto público se correspondiese con un ingreso fácilmente accesible. Esta flexibilidad permitía que fuera especialmente adecuado para la imprevisión presupuestaria de la época. De esta manera, se explica el carácter extendido de su uso, incluso en las polis no democráticas, como por ejemplo Rodas; sin embargo, no se ha constatado ninguna uniformidad estricta en las modalidades específicas de estas liturgias, ni en el espacio geográfico (de una polis a otra) ni en el hilo del tiempo (según la época y las circunstancias más o menos difíciles a las que se enfrentaban las polis griegas).

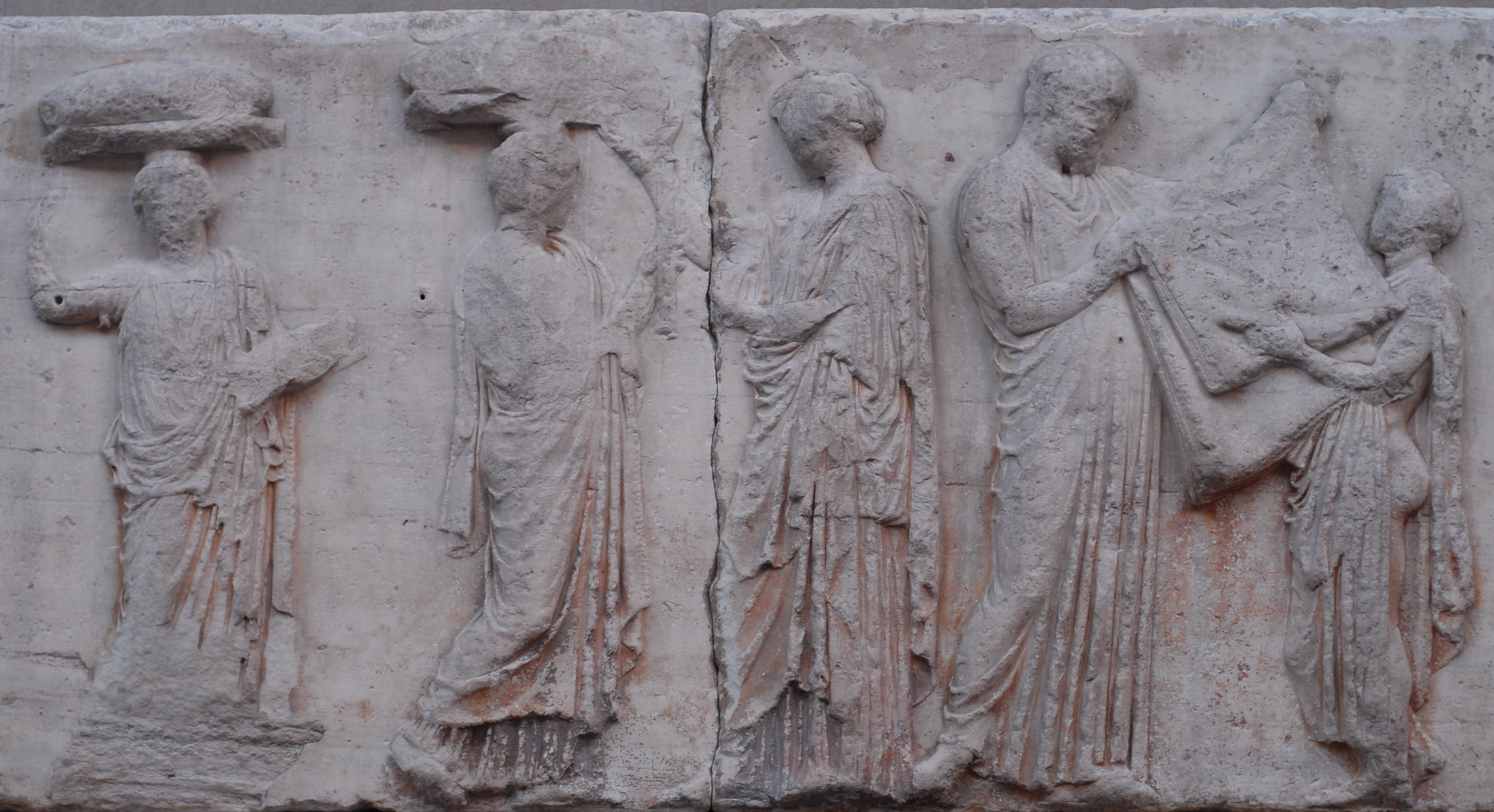
La arreforia, una de las liturgias civiles (bloque V del friso este del Partenón).

Las liturgias se pueden clasificar en dos grandes categorías. Así, las liturgias civiles o agonísticas (relacionadas con los concursos deportivos y religiosos) eran destinadas, por un lado, a la gimnasiarquía (γυμνασιαρχία, en griego antiguo), es decir, a la gestión y financiación del gimnasio; y, por otro, a la coregía (χορηγία) o el entrenamiento de los miembros del coro en el teatro para los concursos trágicos, cómicos o ditirámbicos. Además, existieron otras muchas liturgias menores, como la hestiasis (ἑστίασις), que consistía en financiar el banquete público de la tribu a la que se pertenecía; la arquiteoría (ἀρχιθεωρία), que se encargaba de conducir las delegaciones sagradas a los cuatro juegos panhelénicos; la arreforia (ἀρρηφορία), destinada a cubrir los gastos de las arréforas, de la alta sociedad ateniense, que en número de cuatro, en las Panateneas, aportaban el peplo de Atenea, le ofrecían pasteles y le consagraban las blancas ropas adornadas con oro que le llevaban, etc. La creatividad era grande en materia de liturgias y «con el empirismo que caracterizaba su postura en la materia, las ciudades eran capaces de crear nuevas liturgias en función de sus necesidades, o de suprimirlas, temporal o definitivamente». Todas estas liturgias se inscribían en el marco de una fiesta religiosa y eran recurrentes.
Por el contrario, solo se recurría a las liturgias militares en caso de necesidad. La principal liturgia militar era la trieraquía, que consistía en el equipamiento y mantenimiento de un trirreme y de su tripulación durante un año. Además, el trierarca debía asumir el mando del barco bajo las órdenes de los estrategos, salvo que eligiese, a cambio de una remuneración, confiarlo a un especialista, en cuyo caso su cargo devenía en puramente financiero (o económico). La proeisphora, más tardía, consistía en que un grupo fiscal (sinmoría) asumía la carga de la eisphora, una contribución excepcional recaudada a los ricos para subvenir los gastos de las guerras. Se ha propuesto añadir a estos liturgos, la hipotrofia (ἱπποτροφία), es decir, el mantenimiento de la caballería ateniense, liturgia posterior a la época de las guerras médicas; aunque no se puede precisar que esta liturgia existiese.
En 355-354 a. C., Demóstenes estimó en una sesentena el número de liturgias civiles anuales en Atenas. La cifra está muy infravalorada. Las Dionisias exigían sólo para ellas de 23 a 32 coregos, según la época, a los que les ayudaban diez hestiatores. Las Panateneas requerían al menos 19 liturgos por año contra los 30 (o 40, según el recuento) para las Grandes Panateneas, que tenían lugar cada cuatro años. Las Leneas precisaban cinco coregos anuales y las Targelias, diez. Los liturgos también eran requeridos para otras fiestas religiosas, a las que había que sumar los teoros para los Juegos Panhelénicos y el oráculo de Delfos. Un cálculo prudente se ubicaría alrededor de los 97 liturgos civiles anuales en Atenas y, al menos, 118 durante los años en que se celebraban las Grandes Panateneas.

## Coste y funcionamiento

### Liturgo: modo de designación

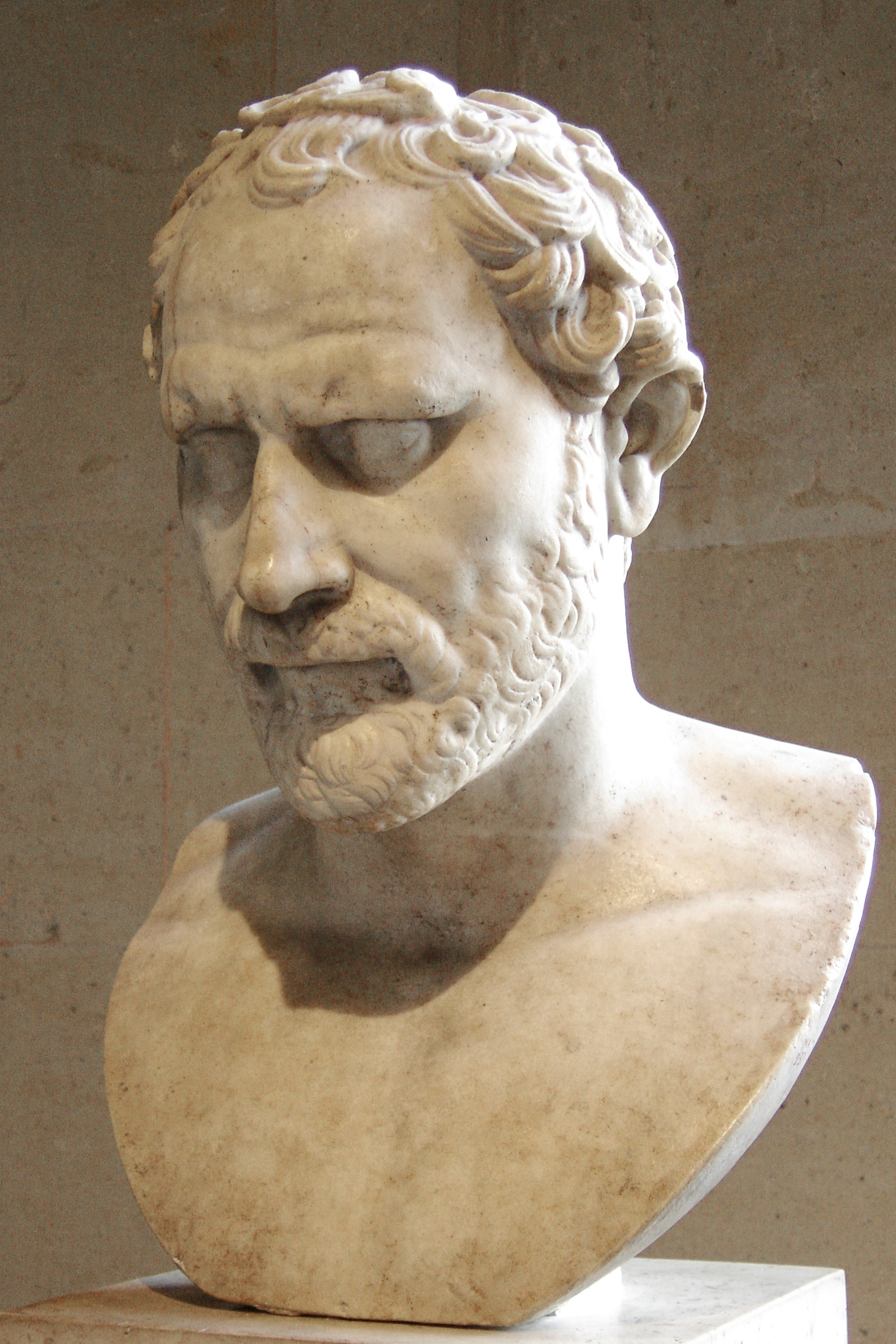
Demóstenes fue liturgo repetidas veces y es una de las fuentes principales sobre la liturgia, Museo del Louvre.

El liturgo (λειτουργός/leitourgós), es decir, la persona encargada de una liturgia, era designado por los magistrados. Estos comenzaban por pedir voluntarios, después nombraban a quienes les parecían ser más idóneos para asumir el cargo. En la Atenas de la época de Aristóteles, correspondía al arconte epónimo designar a los coregos para las festividades religiosas, con excepción del certamen de la comedia de las Leneas, cuya competencia correspondía al arconte rey. Los trierarcas eran elegidos por el estratego encargado de las sinmoría. Los hestiatores, dedicados a organizar la comida común de su tribu, eran nombrados por aquel. Fuera de la trierarquía, los metecos contribuían en la misma medida que los ciudadanos, aunque su participación fuera relativamente marginal.
La elección de los liturgos se fundaba en la estimación de la fortuna de cada uno de ellos, de forma conjunta, aunque no formal, por la ciudad y los liturgos. Parece que existió un «censo litúrgico», con un umbral fijado, correspondiente a la fortuna declarada oficialmente por el liturgo, más allá del cual todo individuo estaba obligado a asumir una liturgia. Inversamente, los ciudadanos con fortunas relativamente modestas podían encargarse de algunas liturgias poco onerosas. De hecho, el establecimiento de un umbral habría transformado en «obligación» a un gasto del que debía encargarse el liturgo por su propia iniciativa, sin competer, a nivel práctico, a la ciudad las dificultades que tal gasto le habría entrañado en valor absoluto, en caso de empobrecimiento generalizado de sus miembros individualizados.
A pesar de ello, los gastos informales a los que un individuo no podía sustraerse eran regularmente contemplados en los alegatos judiciales: era tan evidente, que en la Atenas del siglo IV a. C. un patrimonio de diez talentos convertía necesariamente a su titular en un miembro de la «clase litúrgica». Por ello, parece ser que un ciudadano que dispusiera de una fortuna de tres talentos, de un día para otro pasara ya a formar parte de esta «clase». Ocurrió incluso que los individuos menos ricos se hicieron cargo de las liturgias poco costosas, para beneficiarse del prestigio que tal función les aseguraba: «la ideología del gasto (megaloprepeia) y de la ambición (philotimia) que animaba el ideal litúrgico de ocuparse a fondo, se hallaba en las estrategias individuales que permitían a cada uno, en función de sus disponibilidades financieras y de sus prioridades sociales tomar el cargo, de manera más o menos brillante, de las liturgias más o menos onerosas».
De hecho, el nivel de fortuna de la parte recaudada del capital de cada uno era muy variable, como los efectivos de esta «clase litúrgica» socialmente poco homogénea. Estos últimos pueden estimarse, en la Atenas clásica, en una cifra de 300 y 1200 individuos, e incluso 1500 o hasta 2000, si se tiene en cuenta la necesidad de no confundir el número de personas necesarias para el funcionamiento del sistema y el contingente de aquellos que asumían efectivamente las liturgias: el número de individuos concernidos en el transcurso de su vida era necesariamente superior al número total de liturgias por el hecho de las exenciones provisionales y de la dimensión agonística del sistema litúrgico. Debido a las variaciones de fortuna (relacionadas con la vida económica o con la división hereditaria de los patrimonios) de los individuos, esta «clase litúrgica» no puede ser considerada como un grupo cerrado: se renovaba permanentemente, aunque marginalmente, por la adición de «nuevos ricos» y el descenso social de algunas familias que la componían. 
El carácter empírico del modo de designación de los liturgos, fundado en cierto consenso social integrado por los propios ricos, se apoyaba en «una ideología agonística y suntuaria de origen "aristocrático", desarrollada en la Época Arcaica y mantenido en su beneficio por la ciudad democrática: [...] los liturgos, lejos de ser meros engranajes pasivos en una "estructura administrativa" que les obligaba a pagar, son actores de un sistema que opera en su beneficio». En concreto, el sistema reposaba esencialmente en la voluntariedad y en la reproducción social: la mayor parte de los atenienses estaba inscrito en la lista de los trierarcas, ya sea que lo hubieran sido antes o que fueran descendientes de antiguos trierarcas, tradición que implicaba una relativa estabilidad del grupo de trierarcas. Para las liturgias civiles, sobre todo para la coregía, no parece que existiese una lista equivalente: los más ricos la asumían voluntariamente, bajo la presión de la mirada del resto de ciudadanos y de conformidad con las estrategias individuales trazadas para adquirir un reconocimiento social acorde con sus fortunas. Por otra parte, su libertad era a menudo limitada: a los ciudadanos o a los ricos metecos que sentían la tentación de ocultar sus activos para escapar a su cargo, la amenaza de una demanda de intercambio de fortunas antídosis) les disuadía, así como, y más fundamentalmente, la fuerte presión social y la imagen detestable que tal reticencia de contribuir al bien público les aseguraba su polis.

### Asumir una liturgia: peso financiero

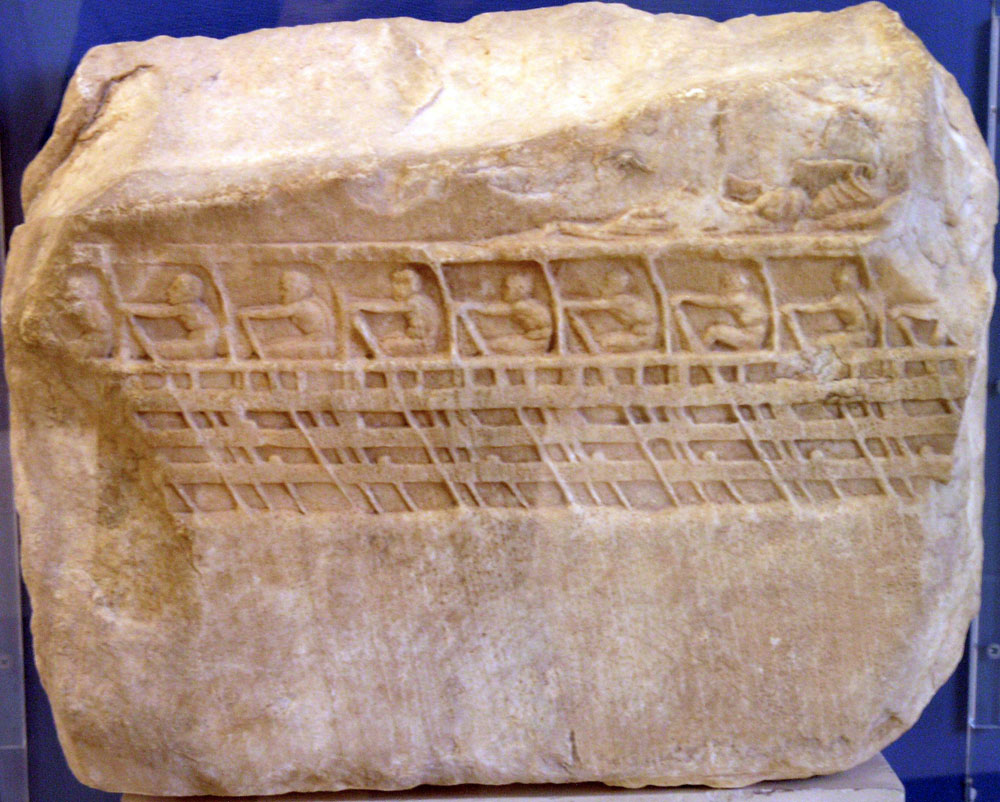
Equipamiento de un trirreme, la más costosa de las trierarquías (relieve Lenormant, hacia 410-400 a. C., Museo de la Acrópolis de Atenas).

Si la obligación de la asunción del cargo estaba reservada a los más ricos, el coste de cada una variaba considerablemente en función de su contenido y del fasto que le quisiera proporcionar el liturgo. La menos costosa era la eutaxia (εὐταξία, en griego antiguo), conocida por una única mención, la cual no representaba más que cincuenta dracmas. Se ignora su naturaleza, aunque es probable que concerniera a las festividades Anfiareas de Oropo y quizás no duraba mucho tiempo. Un coro ditirámbico en las Panateneas costaba 300 dracmas. En cambio, la inversión de un corego en las Dionisias podía representar hasta 3000 dracmas, o, «contando la consagración del trípode, 5000 dracmas».
El gasto era aún más importante para la trierarquía, aunque podía variar según la generosidad del trierarca, por un lado; y, por otro lado, por la duración de la campaña militar y del estado inicial del buque confiado. La suma invertida, que podía oscilar entre 2000 y 3000 dracmas, se establecía a menudo próxima a la cifra de 4000 a 6000 dracmas: un pleiteador defendido por Lisias declaró haber desembolsado seis talentos en siete años de trierarquía, mientras que Demóstenes menciona que «un talento eran los gastos de los trierarcas en el desempeño de su liturgia». La onerosidad de esta liturgia explica la aparición de la sintrierarquía, que permitió repartir la carga financiera entre dos personas, y, en el año 357 a. C., la aplicación en Atenas, por parte de Periandro, de 20 sinmorías de 60 contribuyentes, con lo cual se amplió de 300 a 1200 individuos sujetos a la trierarquía, con el objetivo de disminuir el peso económico a los trierarcas. A pesar de que tal ampliación fue relativa (representó solamente el 2,5 % del conjunto de la población masculina ateniense), fue tanto más necesaria cuanto que, con la reforma de la eisphora en 378-377 a. C., se impuso una nueva liturgia: la proeisphora, proveída por los más ricos de los atenienses, quienes debían anticipar la suma asignada al grupo de ciudadanos (sinmoría) unidos a ella; por otra parte, ellos mismos debían encargarse de recaudar el reembolso de la parte adeudada por los otros miembros de la sinmoría, lo que no era siempre posible.
Dichas sumas eran cuantiosas incluso para los más ricos: con una tasa de rendimiento de la tierra del 8 %, los liturgos más pobres, quienes disponían de un patrimonio de diez talentos en 360-359 a. C. (por ejemplo, como en el caso de Demóstenes), veían la integridad de sus rentas absorbidas por una trierarquía. De ahí, el uso rutinario de los préstamos para pagar las liturgias de las que eran deudores. En un discurso de Lisias, un litigante declara: «mi padre a lo largo de toda su vida ha gastado más para la ciudad que para sí mismo y para su familia: el doble de lo que ahora tenemos, como él calculó a menudo delante de mí.» A título de comparación, la liturgia menos costosa, un coregía de las Panateneas, representaba casi un año de salario de un obrero cualificado del siglo V a. C.; y las más costosas ascendían a más del triple del censo hoplítico, es decir, el umbral a partir del cual un ciudadano ateniense debía servir como hoplita en la falange.

### Librarse de una liturgia

#### Exenciones

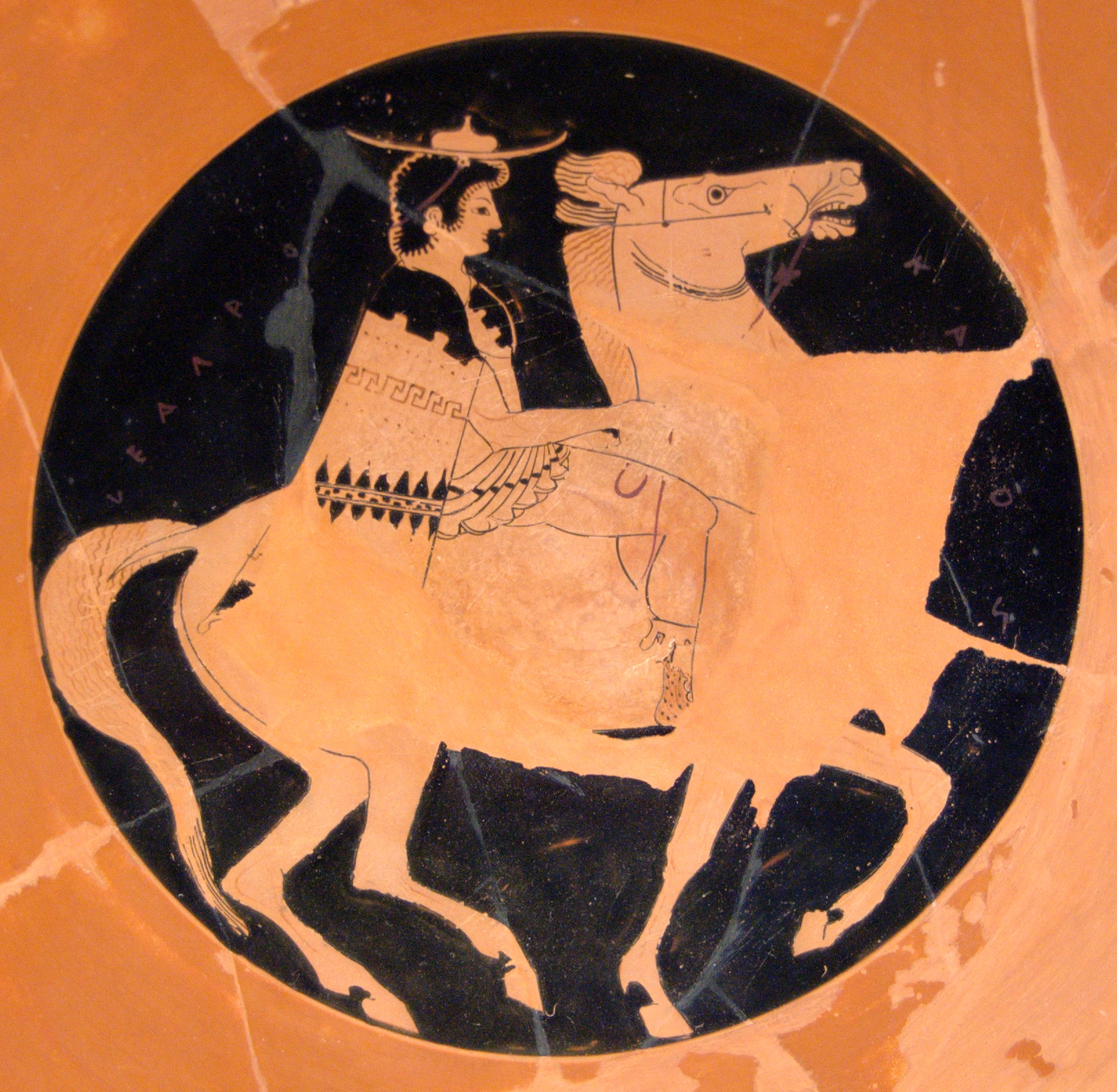
Servir en la caballería podía ser un motivo de exención (copa de Eufronio, Staatliche Antikensammlungen de Múnich).

Las exenciones (σκήψεις/skếpseis) eran posibles. Beneficiaban a los huérfanos, a las epícleras, a los menores de edad y, en general, a quienes no alcanzaran y atestiguaran la edad requerida —por ejemplo, para un coreuta la edad mínima era 40 años—, a los arcontes en ejercicio (al menos para la trierarquía), a los clerucos o incluso a los inválidos. Además, los ciudadanos o los metecos podían acceder a una exención de impuestos y cargas (ἀτέλεια/atéleia, en griego antiguo), por los servicios prestados a la ciudad; sin embargo, tal exención no se aplicaba «ni a las trierarquías ni a las contribuciones para la guerra» (proeisphora)».
Aquellos que eran o habían sido liturgos gozaban también de exenciones temporales. Así, por ejemplo, no se podía obligar a dos liturgias al mismo tiempo; tampoco se podía obligar a asumir dos veces seguidas la misma liturgia civil. Por otra parte, la liturgia de una fiesta religiosa no podía ser impuesta el siguiente año y un trierarca tenía derecho a un respiro de dos años. Es posible que los ciudadanos que servían en la caballería ateniense estuvieran exentos de la trierarquía.
Tales exenciones legales permitían a un ateniense rico librarse de una liturgia, pero no estaban obligados a estas: un voluntario podía cumplir todas aquellas que deseara. Un litigante anónimo defendido por Lisias dice haber sido corego tres años consecutivos y trierarca durante siete. Enumera otras liturgias asumidas durante este periodo, indicando que él también asumió paralelamente varias, lo que le condujo a gastar doce talentos en ocho años, es decir, un talento por año. No obstante, era extraño que los ciudadanos renunciaran a una exención y el catálogo del litigante anónimo parece dudoso a algunos historiadores, o excepcional.

#### Antídosis
La antídosis (en griego antiguo, ἁντίδοσις, «intercambio, permuta»), cuya principal fuente es el Contra Fenipo de Demóstenes, era otra escapatoria. El liturgo tenía la posibilidad de nombrar a otro ciudadano que juzgara más rico que él, el cual podía o bien aceptar la liturgia, aceptar un intercambio de fortunas o incoar un proceso judicial. En este último caso, un jurado popular debía decidir quién era el más rico de los dos y, por tanto, quién debería asumir la liturgia. Para el caso de las trierarquías, los atenienses se preocupaban de que el problema se resolviera rápidamente: el proceso debía llevarse a cabo entonces «en el espacio de un mes».
Dada la singularidad del proceso, los historiadores han puesto en duda la realidad del intercambio de bienes y sugieren que el cambio versaba realmente sobre la propia liturgia; mientras que otros estiman que esto contradice el texto del Contra Fenipo, donde el intercambio de bienes es explícitamente evocado por el litigante: «He enviado una citación a Fenipo, y la renuevo, jueces: le he donado todos mis bienes y abandonado toda mi fortuna, incluidas las propiedades mineras, si me reservo un único dominio, franco y libre, tal y como fue la primera vez que le di allí con testigos, y le entregué en el mismo acto, maíz, vinos y frutas que él retiró después de romper los sellos de las puertas». Sin embargo, es posible que el sellado se utilizara exclusivamente para evaluar las fortunas respectivas.
Parece que la antídosis no fue un hecho raro, como testimonia una broma de Iscómaco, el rico protagonista del Económico de Jenofonte. Cuando Sócrates le pregunta qué hace para que le llamen «prohombre» (καλὸς κἀγαθὸς / kalòs kagathós), responde: «si se trata de un intercambio (antídosis) para una carga de trearca o de corego no es al 'hombre de bien' al que buscan»; sin embargo, se conocen numerosos ejemplos donde tales asuntos fueron a litigio (el discurso para un proceso de antídosis formaba parte del repertorio estándar de los logógrafos, redactores profesionales de discursos judiciales), aunque no se dispone de ningún caso de intercambio efectivamente realizado.

#### Disimulación
El medio más simple para evitar la carga de las liturgias consistía en disimular la fortuna, lo que era muy fácil en Atenas: las propiedades rústicas estaban muy fragmentadas y no existía un catastro que permitiera valorar el conjunto de las tierras de un individuo. Los bienes convertidos en líquido desaparecían aún más fácilmente de la vista pública, debido a que su propietario los enterraba o los depositaba en el banco: se habla así de «riqueza invisible» (ἀφανὴς οὐσια). La ciudad pedía a cada individuo rico una estimación de su propia fortuna (τίμημα) en el ámbito de la eisphora, pero aun así esta carecía de fiabilidad. Los metecos estaban particularmente bien situados para infravalorar su fortuna, puesto que su fortuna era mobiliaria: no estaban autorizados a poseer tierras en el Ática.
La disimulación parece haber estado extendida, hasta el punto de que un cliente de Lisias se jactaba de que su padre nunca había tenido que recurrir a ella: «aunque le era posible convertir su patrimonio en invisible, prefirió que vosotros lo supierais, para que en el caso de ser mal ciudadano no le fuera posible, sino que aportara las contribuciones y desempeñara las liturgias.» Según Demóstenes, los ricos disimulaban habitualmente su fortuna y no la revelaban en público, excepto cuando la guerra amenazaba sus personas o sus bienes. La acusación de evasión de las cargas públicas era un clásico de los discursos judiciales: los litigantes jugaban claramente con el prejuicio del jurado, según el cual todos los ricos preferían, de poder hacerlo, evitar pagar.

## Éxito y límite de las liturgias

### Una restricción solicitada
A pesar de la carga financiera que representaban las liturgias, sus titulares las llevaban a cabo a menudo de manera voluntaria. «Era una empresa de la que todo ciudadano se enorgullecía, si estaba políticamente comprometido, de la que se prevalía ante su auditorio, sobre todo si era acusado en un proceso político». Las inscripciones honoríficas disponibles muestran que, regularmente, algunos ciudadanos o ricos metecos «aceptaron las liturgias con entusiasmo», prestándose voluntarios (ἐθελοντής), como Demóstenes en 349 a. C., para garantizar las liturgias más onerosas de las cuales habrían podido escapar. Los liturgos podían sobresalir invirtiendo sumas muy superiores al mínimo estricto. Así, en un discurso de Lisias, el litigante enumera las liturgias a las que se había sometido y lo resalta: «no hubiera gastado ni una cuarta parte si hubiera querido atenerme a las liturgias prescritas en la ley».
Ese mismo litigante añade un poco más adelante: «tal es el talante que yo ofrezco al Estado, que en mi vida privada soy ahorrador, pero que me complace desempeñar liturgias en beneficio público; y no me pavoneo de lo que me sobra, sino de lo que gasto con vosotros». Si bien teniendo en cuenta la parte de exageración destinada a engatusar al jurado, no hay que dudar de la sinceridad de esta declaración. Esta era una opinión compartida por la mayoría de los liturgos, una visión que reflejaba la posición social y el prestigio en proporción a los esfuerzos financieros efectuados, que las liturgias conferían a los que cumplían con ellas, en la medida en que estas les daban «la satisfacción de ser asumidas en su propio nombre, con las consecuencias de todo tipo derivados de un acto destinado a los demás y cuyo autor está identificado claramente».
La asunción de una liturgia es un don aristocrático consistente y que puede considerarse como una supervivencia de la «moral noble» en la ciudad democrática. En concreto, se establecía un «contrato» tácito mutuamente beneficioso entre la ciudad y sus miembros más ricos; el sistema litúrgico, «mientras reconoció un lugar prominente para los ricos un lugar prominente, cortaba las formas de patrocinio individual y situaba in fine a la ciudad beneficiaria en posición de autoridad». El alto grado de libertad otorgado a los liturgos era en este caso decisivo: se les asignaba una tarea, una meta, dejándoles la facultad discrecional para determinar el monto a ingresar con el fin de conseguirla. El deseo de este último para cumplir con el ideal agonístico, que se le reclamaba, era así utilizado en beneficio de la polis: ningún límite, superior o inferior, es fijado, pues «la mentalidad agonística heredada de la aristocracia arcaica» bastaba para asegurar una cierta emulación, entre liturgos, en el desarrollo del bien común, emulación que alimentaba la polis al honrar a los más generosos. 
A la liberalidad del gasto (φιλοτιμία/philotimia) respondía el reconocimiento (χάρις/charis) de la ciudad: los liturgos más pródigos eran gratificados con inscripciones honoríficas o con coronas de plata, cuyo carácter relativamente módico no restaba el prestigio que aseguraban a sus beneficiarios. Por ejemplo, en Atenas, los trierarcas a menudo se preocupaban por obtener una de las coronas de oro de 500, 300 y 200 dracmas destinadas a los tres primeros de ellos que condujeran su barco al muelle. Incluso el corego, aunque el autor dramático financiara el coro que ganaba el concurso, compartía con él la gloria de su victoria (recibía un premio y podía erigir para la ocasión un monumento conmemorativo), como fue el caso del joven Pericles con ocasión de la victoria de Los persas de Esquilo en 472 a. C. La coregía era una liturgia más apreciada que la trierarquía, que era más ingrata. Había que velar por pagar al coro a la vez que tomar la decisión frente a un público atento al fasto desplegado por cada corego.
La liturgia constituía una oportunidad «con sus bienes, tanto para afirmar su compromiso con la ciudad como para reivindicar su lugar entre las personas de importancia», para hacerse valer en el plano político y mantener su rango — o al que se aspiraba — en la ciudad: además de consagrar su fortuna al bien público, «con su dinero y su persona», el liturgo se distinguía del vulgum pecus y obtenía del pueblo la confirmación de la legitimidad de su posición dominante, que hará fructificar sobre todo cuando sea parte de un juicio o en las elecciones para las magistraturas. Así, los liturgos, que agrupaban en el mejor de los casos al 10 % de los ciudadanos atenienses en el siglo IV a. C., representaban un tercio de los políticos lo suficientemente significativos para que las fuentes contemporáneas los citasen. Asimismo, correspondían al tercio de atenienses que intervenían en esta época en la Ekklesía (Asamblea) para proponer decretos. Por su parte, utilizando los mismos valores que sus élites, la polis democrática les controlaba, conseguía su adhesión a un proyecto comunitario y aseguraba su financiación.

### Un sistema de financiación de la vida pública cuestionado

#### Reticencias de los liturgos en elsigloIVa.C.
El principio litúrgico fue bien aceptado en un primer momento, ya que era mutuamente beneficioso para la ciudad y para los aristócratas ricos, pero fue puesto en entredicho cuando en el siglo V a. C. Pericles instituyó el misthos, dieta concedida a los ciudadanos que servían en los tribunales públicos, para reemplazar los lazos de clientelismo creados por la magnificencia con la que Cimón satisfacía sus liturgias. Consistía en una retribución de alguna manera anónima para que el ciudadano ateniense cumpliera su papel liberándose de la «deuda moral» contraída ante los más ricos.

##### Una carga cada vez mayor y menos gratificante
Fue sobre todo la guerra del Peloponeso y el aumento de los gastos militares los que socavaron la financiación litúrgica del gasto público: las trierarquías se multiplicaron, pero los ricos intentaban cada vez más escapar de estas. Emergió la idea de que su fortuna no estaba destinada en primer lugar a servir a la polis, sino a su bien personal, incluso aunque este movimiento «se hiciera discretamente, insensiblemente, sin que los ciudadanos ricos osaran reconocerlo de verdad». En 415 a. C., los ricos partidarios de Nicias, hostiles como él a la Expedición a Sicilia, prefirieron no intervenir para no dar la sensación de estar más preocupados por su interés individual que el de la polis. En 411 a. C., los más ricos tenían menos escrúpulos en defender sus intereses privados, como cuando establecieron el régimen oligárquico de Los Cuatrocientos En 405 a. C., uno de los personajes de Las ranas de Aristófanes comenta que «no se considera rico para ser trierarca, se viste con andrajos y se prodiga en lloriqueos: “¡soy indigente!”».
La polis salió de la guerra empobrecida y con la carga de la deuda contraída por Los Treinta; una vez más buscó la ayuda de los más ricos, pero el voluntariado tendió a convertirse en excepcional, especialmente, para la trierarquía: un cliente de Lisias lo presenta incluso como un asunto turbio. Este último ejemplo manifiesta el desarrollo de una cierta desconfianza con respecto al principio litúrgico en la primera mitad del siglo IV a. C., tendencia reforzada por los esfuerzos militares y financieros efectuados durante la guerra de Corinto (395-386 a. C.) La Guerra Social (357-355 a. C.), igualmente costosa, marcó el fin, a mediados del siglo, del sueño de un retorno al imperialismo ateniense y a los importantes ingresos que aseguraba a la polis. Por tanto, la necesidad del Estado ateniense para encontrar fuentes nuevas de financiación solo fue posible mediante una mejor gestión de los bienes públicos (política seguida por Eubulo y después por Licurgo), pero también debido a una presión financiera sobre los más ricos.
En cada etapa, la imperiosa necesidad de financiación de la polis tendió a transformar en obligación, lo que hasta entonces era considerado como una donación libremente consentida por un individuo preocupado por demostrar su areté. Las quejas que emanan de las fuentes tienen una innegable dimensión ideológica y política de hostilidad al démos: Jenofonte (Económico II.5-6) e Isócrates (Sobre la paz, 128) subrayan que «las liturgias son un arma en manos de los pobres». Por tanto, los liturgos menos afortunados, aquellos cuyo estatus social estaba más próximo al del ciudadano medio y prontos a denunciar la falta de civismo de los más ricos, precisamente aquellos que sin duda se inclinarían menos a ser hostiles con el carácter democrático del oligarca (el reaccionario) de los Caracteres de Teofrasto, parecieron entonar: «¿Cuándo cesarán de arruinarnos con liturgias y trierarquías?». Frente a las exigencias financieras cada vez más pesadas, se veían en la obligación de «elegir entre la conservación del patrimonio y la conformidad con los valores de la élite».
«Lo que es más, los aspectos simbólicos del funcionamiento litúrgico, sin desaparecer, se atenuaban en provecho de su aspecto instrumental». De hecho, lo esencial que achacaban las recriminaciones a las liturgias era que no aseguraban la valoración social (proeisphora, sintrierarquía) o las contribuciones directas, sobre todo la eisphora: incluso cuando la carga económica que representaban era menos gravosa que la de las liturgias clásicas, no permitía al liturgo hacer valer su excelencia.

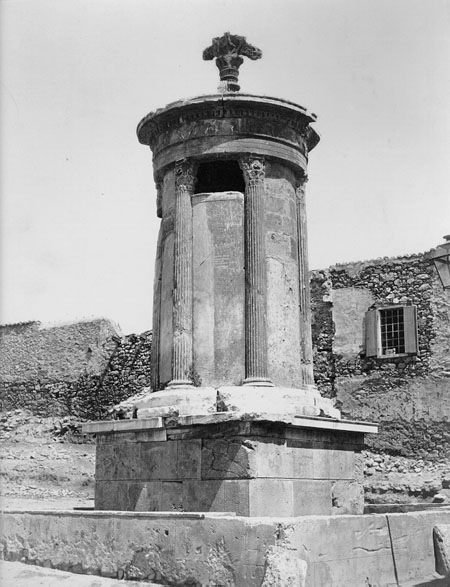
El monumento corégico erigido por Lisicrates en 335-334 a. C. para conmemorar su primer premio.

##### Dilución del gasto y estrategias de evitación
La importancia de las reticencias se manifestó de diferentes maneras. Así, las tentativas o proyectos de ampliación del cuerpo de ciudadanos o de metecos sometidos a las liturgias: Demóstenes propuso en 354 a. C. establecer en 2000 el número de trierarcas. Algunos se tomaron su tiempo para asumir la función que se les había asignado, como por ejemplo Policles, quien desatendió el barco que se le había confiado, obligando a su predecesor, Apolodoro, a prolongar su servicio durante varios meses. Otros solo pagaban el mínimo estricto: Isócrates explica que cumplió con su deber sin despilfarro ni negligencia. Un cliente de Lisias explica al jurado que no hay nada malo en la moderación en el gasto. Algunos iniciaban procedimientos de permuta (antídosis), a pesar de que tales intentos de eludir sus obligaciones como liturgos ofrecía a sus adversarios la oportunidad de desacreditarlos en un eventual juicio futuro. Por último, la solución más radical consistía en disimular su riqueza.
La cronología exacta de este fenómeno plantea, sin embargo, problemas: es difícil de dar una fecha precisa del paso de la adhesión al principio litúrgico al rechazo de la liturgia por los individuos que se veían obligados ¿El vaivén tuvo lugar a principios del siglo IV a. C., o en la segunda mitad del siglo? Los historiadores parecen tener dificultades para dar una respuesta al respecto. Como señala Jacques Oulhen a propósito de la cuestión litúrgica «la documentación desaparecida y alusiva proporciona informaciones de apariencia contradictoria, de la que nos es posible rendir cuentas integralmente. Las divergencias de interpretación son pues numerosas, y este historial de instituciones es uno de los más técnicos y más discutidos de la historia ateniense del siglo IV a. C.» Debe tenerse en cuenta, que si es muy gradual, la tendencia no sea discutida: cuanto más avanza el siglo el equilibrio inestable del consenso social sobre el principio litúrgico parece debilitado.

##### Voluntad suntuaria y preocupación por el bien público
Además, la voluntad, más fuerte que antes, de los liturgos de disponer de un «reintegro de la inversión» rápido (sobre todo considerando que debían arrastrar casi «automáticamente» la clemencia del jurado en el proceso en el que estuvieran implicados) que involucrara a los ciudadanos comunes en un movimiento paralelo de revalorización de todas las liturgias acerca de su utilidad. Licurgo en 330 a. C. no duda en establecer con este criterio una jerarquía entre ellas: 

Sin embargo, hay quienes de ellos, negándose a convenceros con argumentos, buscando obtener la gracia de los acusados, alegan sus liturgias; nada me ha indignado más: ¡en ese sentido, los cargos que han buscado para la gloria de su casa serían pues un título por los favores nacionales! No es por haber alimentado caballos o pagado suntuosas coregías, o hecho otras larguezas de este orden, que les dan derecho a vuestra gratitud. En estas ocasiones, es por sí mismos que logran una corona sin el menor beneficio para otros. Pero cumplir con fasto una trierarquía, haber rodeado la ciudad con murallas para protegerla, haber dispensado su liberalidad para la salud de la ciudad: eso sí que es proceder por el bien público y por el interés de todos vosotros. Estas son las liberalidades en las que se revela la benevolencia de un ciudadano; las otras no prueban más que la riqueza de los que las han hecho. Por lo demás no creo que nadie pueda rendir suficientes y grandes servicios al Estado, para pretender obtener, como recompensa, aquello que permita sustraerse al castigo de los traidores.

Se cuestiona en este pasaje algunos gastos litúrgicos de carácter demasiado suntuarios, a semejanza del monumento corégico erigido por Lisícrates en 335/334 a. C., que podrían constituir a la vez «una forma superlativa de apego a una ética litúrgica en parte del pasado [...] y constituyendo un daño para el equilibrio social ideal (e idealizado) asociado a los liturgos». De hecho, se ha sugerido para esta ostentación de fasto, tanto el poder de la riqueza individual como la impotencia de la ciudad. Por consiguiente, se tomó nota de esta evolución y, para no romper la comunidad de intereses entre estos dos grupos, se escogió utilizar el deseo, generador de tensiones sociales, de los más ricos en exhibir su riqueza pasando poco a poco del sistema litúrgico al evergetismo.
Además, la voluntad, más fuerte que antes, de los liturgos de disponer de un «reintegro de la inversión» rápido (sobre todo considerando que debían arrastrar casi «automáticamente» la clemencia del jurado en el proceso en el que estuvieran implicados) que involucrara a los ciudadanos comunes en un movimiento paralelo de revalorización de todas las liturgias acerca de su utilidad. Licurgo en 330 a. C. no duda en establecer con este criterio una jerarquía entre ellas: 

Sin embargo, hay quienes de ellos, negándose a convenceros con argumentos, buscando obtener la gracia de los acusados, alegan sus liturgias; nada me ha indignado más: ¡en ese sentido, los cargos que han buscado para la gloria de su casa serían pues un título por los favores nacionales! No es por haber alimentado caballos o pagado suntuosas coregías, o hecho otras larguezas de este orden, que les dan derecho a vuestra gratitud. En estas ocasiones, es por sí mismos que logran una corona sin el menor beneficio para otros. Pero cumplir con fasto una trierarquía, haber rodeado la ciudad con murallas para protegerla, haber dispensado su liberalidad para la salud de la ciudad: eso sí que es proceder por el bien público y pro el interés de todos vosotros. Estas son las liberalidades en las que se revela la benevolencia de un ciudadano; las otras no prueban más que la riqueza de los que las han hecho. Por lo demás no creo que nadie pueda rendir suficientes y grandes servicios al Estado, para pretender obtener, como recompensa, aquello que permita sustraerse al castigo de los traidores.

#### Desarrollo del evergetismo en la época helenística

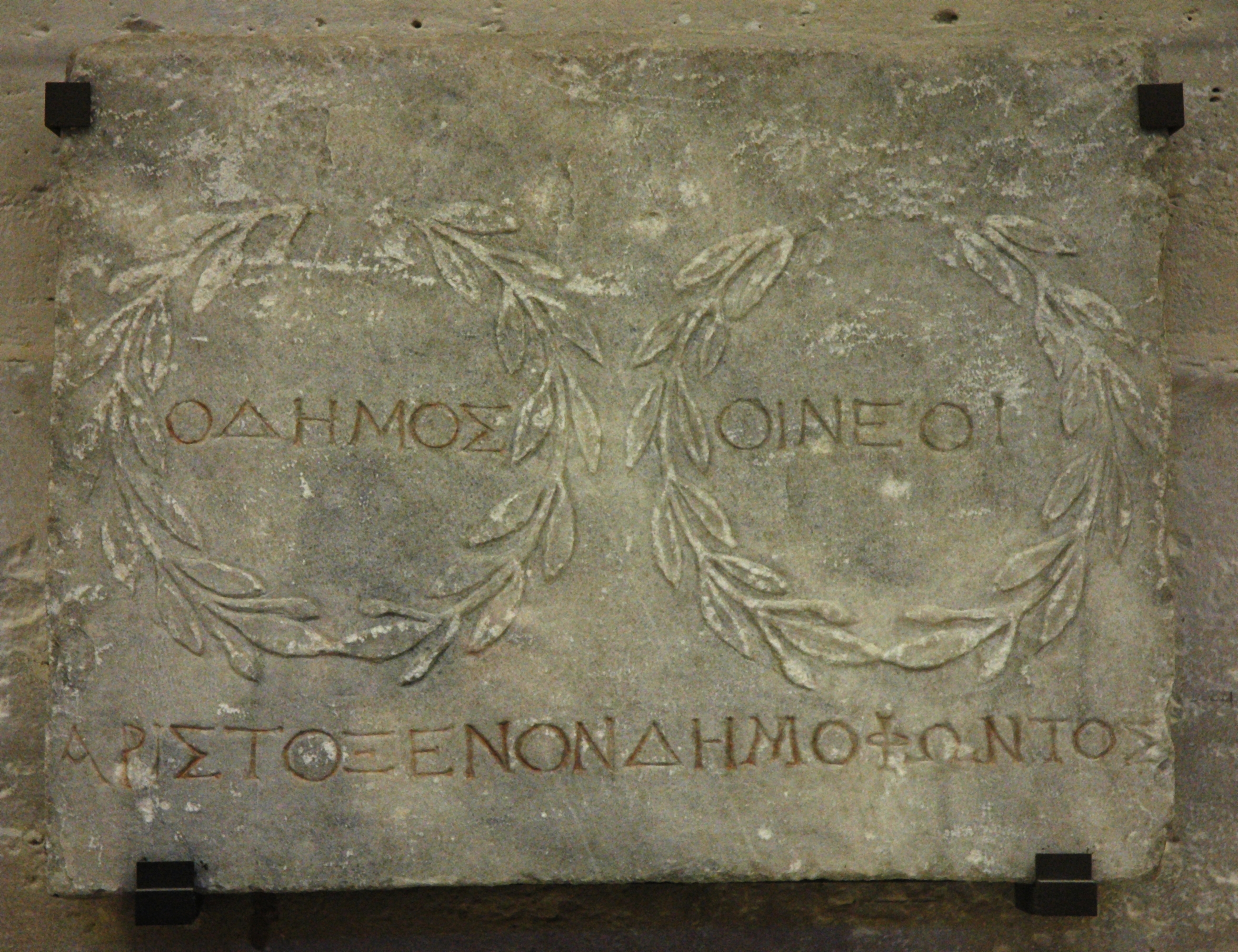
Inscripción en honor de Aristoxeno, hijo de Demofón, sin duda, benefactor del gimnasio de Atenas, finales del o, Museo del Louvre.

Sobre todo a partir de la segunda mitad del siglo IV a. C. y antes de la época helenística, profundas evoluciones afectaron la financiación de la vida pública tal y como estaba organizada hasta entonces. Sin que el principio de esta financiación por los más ricos, al menos de manera simbólica, fuera cuestionado, la legitimidad de su designación por la ciudad no tuvo ya consenso. La idea que se difundió fue que los más ricos no contribuirían menos si se les solicitaba sin obligarles: en la misma época, hacia 355 a. C., Demóstenes y Jenofonte lo mencionan, el primero en el Contra Leptines, el segundo en Los ingresos públicos. 
Finalmente, a finales del siglo, Demetrio de Falero abolió las dos más importantes liturgias atenienses, la trierarquía, devenida inútil como consecuencia de la retirada de Atenas de la escena internacional después de su derrota de 322 a. C., y la coregía, remplazada por una magistratura electiva, la «presidencia de los concursos» (agonothésia), cuya financiación era asumida por el Estado.
Están disponibles numerosos decretos honoríficos en honor de los agonothetas, que muestran las sumas invertidas voluntariamente por estos para completar las que se hacía cargo la ciudad, y que sobrepasaban largamente el coste de la antigua coregía. Así, en 284/3 a. C., el agonotheta elegido, el poeta Filípides, renunció a que la ciudad le reembolsara las sumas que había adelantado. De la misma manera, algunas magistraturas antiguas se veían cada vez más a menudo financiadas por su titular: en Atenas, los sacerdotes proporcionaban generalmente las víctimas de los sacrificios, y si el cosmeta continuaba como supervisor de la efebía en la época helenística, era porque financiaba con su propio dinero lo esencial de los sacrificios, los premios de los concursos, y el mantenimiento corriente del material y de los edificios. Aunque ningún texto mencione al titular de la función, este debía asumir personalmente el coste financiero de su cargo; las inscripciones publicadas anualmente en su honor mostraban que velaba por la autofinanciación de la institución, aunque algunas subrayaban que la ciudad no desembolsaba nada.
Se pasó gradualmente de un funcionamiento próximo al evergetismo, apropiado, como escribió Aristóteles, para «salvaguardar las oligarquías»: «para las magistraturas más importantes [...], hay que dedicarles gastos públicos, para que el pueblo acepte no participar y tengan indulgencia con los magistrados por el hecho de que debían pagar sus magistraturas con una suma importante». Esto fue porque «si llegaba el caso del establecimiento, los magistrados deberían hacer magníficos sacrificios, y construir algunos monumentos públicos; el pueblo, que tomaría parte en los banquetes y en las fiestas, y vería la ciudad espléndidamente decorada con templos y edificios, desearía el mantenimiento de su constitución; lo cual supondría para los ricos soberbios testimonios de los gastos que habrían hecho».
Por tanto, hasta mediados del siglo II a. C., este evergetismo griego no corresponde con la definición dada por Paul Veyne. Como lo demuestra Philippe Gauthier, se trataba de un evergetismo que se cumplía a menudo «exclusivamente en un marco oficial cívico (magistratura y misión oficial)». Además, en el siglo IV a. C. y sin duda en la alta época helenística, la ciudad no creó para sus benefactores (evergetas) un estatus distinto, superior al de otros ciudadanos: se reconocía la «calidad» y no el «título» de benefactor. La ciudad agradecía así «que se pusieran a su servicio, como cualquier ciudadano, pero ayudando con medios superiores». De la misma manera que las contribuciones voluntarias (epidoseis) permitían que todos, proporcionalmente a sus ingresos, manifestaran su compromiso con la ciudad con una donación de varios talentos o de únicamente algunos óbolos.
El evergetismo, que se desarrolló a costa de un sistema litúrgico «del que era a la vez continuación y negación», permitió a la ciudad orientar a su servicio los gastos de sus miembros más ricos, poniendo mayor énfasis antes en los honores oficiales que en los que les correspondían en agradecimiento. Esto último pudo lograr, que cada vez que fuera necesario, la financiación estuviera asegurada para las necesidades más urgentes, sin incurrir en gastos innecesarios y sin dar la sensación de obligatoriedad a los miembros de la élite, que conservaban la posibilidad de reservar sus riquezas para su uso personal. 
La desaparición gradual de la liturgia, como tal, fue evidente en el cambio de vocabulario en la época helenística: el nombre leitourgia —y el verbo leitourgein— pierden su significado estricto de «gasto impuesto por la ciudad» para designar «cualquier gasto de interés público», y comprendía paralelamente una carga pública (magistratura o sacerdocio). Esta dilución insensible del sistema litúrgico en un sistema evergético parcial no sería consumada hasta la baja época helenística. La financiación de las polies puede ser comparada con la que estuvo en vigor durante el Imperio romano, evergetismo integral analizado por Paul Veyne en su obra Le pain et le cirque.